# Tenarunga
Tenarunga (także Tenania lub Narunga) – niewielki atol należący do grupy Actéon w archipelagu Tuamotu w Polinezji Francuskiej.

## Charakterystyka fizycznogeograficzna
Tenarunga położona jest 15 km na północny wschód od Matureivavao i 6 km na wschód od Vahanga. Powierzchnia wyspy wynosi około 2,3 km². Atol jest niezamieszkany.